# الاتفاقية الأمنية لدول مجلس التعاون الخليجي
الاتفاقية الأمنية لدول مجلس التعاون الخليجي هي عبارة عن مواد قانونية تعالج قضايا التعاون الأمني بين دول مجلس التعاون.

## التوقيع
في نص الاتفاقية: وتصبح هذه الإتفاقية سارية المفعول بعد مضي شهر من تاريخ اكتمال تصديق ثلثي الدول الموقعة وفق نصوص موادها. وقد وقع عليها أصحاب وزراء الداخلية في كل من دولة الإمارات العربية المتحدة، ومملكة البحرين، والمملكة العربية السعودية، وسلطنة عمان، ودولة قطر. وتلقت الأمانة العامة لمجلس التعاون مصادقة كل من مملكة البحرين، والمملكة العربية السعودية، وسلطنة عُمان.
بموجب قرار وزراء الداخلية في اجتماعهم التاسع والعشرين في الكويت في نوفمبر 2010، تم تحديث وتطوير الاتفاقية الأمنية، ووافق عليها في صيغتها المعدّلة وبصورة مبدئية وزراء الداخلية في اجتماعهم التشاوري الثالث عشر في الرياض في 2 مايو 2012، ورفعت الاتفاقية الأمنية بصيغتها المعدّلة للقاء التشاوري الرابع عشر لقادة دول مجلس التعاون في الرياض مايو 2012، الذي باركها، وفوّض وزراء الداخلية للتوقيع عليها، والذين بدورهم وقعوا عليها على هامش اجتماعهم الحادي والثلاثين في الرياض نوفمبر 2012.
وفق نص المصادقة، تدخل الاتفاقية حيز النفاذ في 27 ديسمبر 2013، أي بعد 30 يومًا من مصادقة الدولة الرابعة وهي البحرين. وبحلول 14 يناير 2014، أصبح عدد الدول الخليجية التي انضمت إلى الاتفاقية خمس دول من أصل ستة. في 3 أبريل، رفضت لجنة العلاقات الخارجية في البرلمان الكويتي الاتفاقية بعد أن اعتبرها ثلاثة من أصل خمسة أعضاء في اللجنة أنها تنتهك الدستور الكويتي.

## الاتفاقية
تنقسم الاتفاقية إلى عدَّة عدة أقسام تتعلق بالتنسيق الأمني، وضبط الحدود، والتعاون في مجال الإنقاذ، والالتزامات المتعلقة بتسليم الأشخاص، تدعو الاتفاقية دول مجلس التعاون إلى تسليم الأشخاص الموجودين في إقليمها الموجه إليهم اتهام، أو المحكوم عليهم من السلطات المختصة لدى أي منها.
تنص مواد في الاتفاقية على أن تتبادل الحكومات المعلومات المتعلقة بالمواطنين والمقيمين، وعلى سبيل المثال تنص المادة الرابعة على أن تتعاون كل دولة طرف بإحاطة الأطراف الأخرى عند الطلب بالمعلومات والبيانات الشخصية عن مواطني الدولة الطالبة أو المقيمين بها، في مجالات اختصاصات وزارات الداخلية. وتنص أحكام الاتفاقية في الفقرة العاشرة على تقديم الدعم والمساندة لأي دولة طرف لمواجهة الاضطرابات الأمنية والكوارث.

## الاعتراضات
قالت منظمة هيومان رايتس ووتش إن الأحكام القانونية الغامضة الواردة في الاتفاقية الأمنية بين دول مجلس التعاون الخليجي تثير القلق، حيث يمكن للدول الأعضاء أن تستخدم هذه الاتفاقية لقمع حرية التعبير وتقويض حقوق المواطنين والمقيمين في الخصوصية. وأضافة: تعطي الاتفاقية الأمنية لحكومات الخليج ذريعة قانونية أخرى للقضاء على المعارضة، ويجب أن يلاحظ مواطنو الخليج والمقيمين فيه أن الحكومات اتفقت على أن يكون تبادل البيانات الخاصة خاضعًا لرغبة وزير الداخلية، ومن ضمن عشرين حُكمًا قانونيًا تنص عليهم الاتفاقية، توجد مادة غامضة تنصّ على مواجهة التدخل في الشؤون الداخلية لدول مجلس التعاون الأخرى، وقد تُستخدم هذه المادة لتجريم انتقاد دول الخليج أو حكامها، كما تنص مادة أخرى على تبادل المعلومات الشخصية للمواطنين والمقيمين بقرار من مسؤولي وزارة الداخلية.